# 濟諾韋 (普季夫利區)
51°15′47″N 33°54′30″E / 51.26306°N 33.90833°E
濟諾韋（烏克蘭語：Зінове）是位於烏克蘭東北部的村莊，由蘇梅州科諾托普區的普蒂夫利市鎮負責管轄。該村處於謝伊姆河右岸，分別距離哈里夫卡1公里和佩列西普基2公里，海拔高度135米，2001年人口313。